# Max Widmer
Max Widmer (* 17. November 1933 in Oftringen; † 17. Juni 2010 in Walterswil) war ein Schweizer Ringer und Schwinger.

## Werdegang
Max Widmer kam als Jugendlicher nach Walterswil, wo er bis zu seinem Tode lebte. Er begann als Schüler in Walterswil mit dem Schwingen und dem Turnen und bestritt sein erstes Schwingerturnier im Jahre 1946. 1951 trat er dem Turnverein Oftringen bei und begann neben dem Schwingen auch mit dem Freistilringen. Als Erwachsener wog er bei einer Grösse von 1,80 Metern ca. 110 kg und brachte deswegen gute körperliche Voraussetzungen für diese beiden Sportarten mit. Von Beruf war er Briefträger, später Aussendienstmitarbeiter.
Als Schwinger belegte er beim Eidgenössischen Schwing- und Älplerfest 1956 in Thun den 3. Platz. Seinen grössten Erfolg als Schwinger erzielte er 1958 beim Eidgenössischen Schwing- und Älplerfest in Freiburg, wo er mit acht gewonnenen Gängen siegte und damit Schwingerkönig wurde.
Als Freistilringer wurde Max Widmer insgesamt dreimal Schweizer Meister im Schwergewicht. 1957 startete er bei der Weltmeisterschaft in Istanbul. Er verlor dort seinen ersten Kampf gegen Lucjan Sosnowski aus Polen, besiegte dann Pietro Marascalchi aus Italien und verlor gegen Jusein Mehmedow aus Bulgarien. Er belegte damit den 6. Platz.
1960 nahm er an den Olympischen Spielen in Rom teil. Er hatte dort Lospech, denn er traf in seinen Kämpfen auf Bertil Antonsson aus Schweden, einen mehrfachen Weltmeister, und auf den späteren Silbermedaillengewinner Wilfried Dietrich aus Deutschland. Er verlor beide Kämpfe und schied deshalb schon nach der 2. Runde aus. In der Endabrechnung kam er auf den 15. Platz.
In seiner Laufbahn als Ringer, Schwinger und Turner, die bis 1964 dauerte, gewann er insgesamt 95 Kränze, was Preise bedeutet.

## Internationale Erfolge als Freistilringer
| Jahr | Platz | Wettbewerb     | Gewichtsklasse | Ergebnisse |
| 1957 | 6.    | WM in Istanbul | Schwer         | nach einer Niederlage gegen Lucjan Sosnowski, Polen, einem Sieg über Pietro Marascalchi, Italien, und einer Niederlage gegen Jusein Mahmedow, Bulgarien |
| 1960 | 15.   | OS in Rom      | Schwer         | nach Niederlagen gegen Bertil Antonsson, Schweden, und Wilfried Dietrich, Deutschland                                                                   |

Erläuterungen
- OS = Olympische Spiele, WM = Weltmeisterschaft
- Schwergewicht, damals über 87, heute über 96 kg Körpergewicht